# Władysław Kanka
Władysław Kanka (ur. 1946 w Trąbkach Małych) – polski urzędnik w obszarze pomocy społecznej, organizator placówek opiekuńczych dla różnych grup społecznych.
W młodości przeprowadził się do Gdańska, gdzie pracował przez około trzydzieści lat w sektorze pomocy społecznej. Zajmował się głównie zagadnieniami organizacji pomocy społecznej oraz edukacji pracowników socjalnych. Organizował na Pomorzu ośrodki wsparcia dla różnych grup potrzebujących: dzieci, ludzi starszych, bezdomnych i niepełnosprawnych. Kładł szczególny nacisk na tworzenie placówek opiekuńczych w drodze współpracy z organizacjami pozarządowymi. W 1990 był społecznym pełnomocnikiem Jacka Kuronia (wówczas ministra pracy i polityki społecznej) do spraw wdrażania reformy systemu pomocy społecznej w województwach: gdańskim i elbląskim.
1 lipca 2010 przeszedł na emeryturę (ze stanowiska dyrektora Wydziału Polityki Społecznej Pomorskiego Urzędu Wojewódzkiego), a w listopadzie tego samego roku otrzymał z rąk prezydenta Bronisława Komorowskiego Krzyż Oficerski Orderu Odrodzenia Polski za wybitne zasługi w działalności na rzecz osób potrzebujących pomocy. Wcześniej (1996) otrzymał Krzyż Kawalerski tego samego odznaczenia. 
Od 2011 sprawuje funkcję sołtysa rodzinnej wsi Trąbki Małe, gdzie jednocześnie organizuje lokalną „Izbę sprzętów wysłużonych” – rodzaj niewielkiego zbioru regionalnego. W 2015 zasiadał w nowo utworzonym Obywatelskim Parlamencie Seniorów.